# زارا بیت
زارا بیت متولد ۱۰ مارس ۱۹۰۹ و متوفی در ۱۴ جون ۱۹۸۹ می‌باشد. اهل استرالیا، طراح مد و همسر نخست‌وزیر فقید استرالیا بود.